# Alexandre Coutanche
Alexandre Coutanche, né Alexandre Moncrieff Coutanche, le 9 mai 1892 à Saint-Sauveur sur l'île de Jersey et mort le 18 décembre 1973, est un ancien bailli de Jersey de 1935 à 1962. Il était membre de la Chambre des lords en tant que Baron Coutanche.

## Biographie
Alexandre Coutanche fit ses études secondaires au collège Victoria de Jersey puis étudia le Droit à l'université de Caen où il obtint le doctorat en droit et une excellent connaissance du droit normand appliqué dans les îles Anglo-Normandes.
En 1913, il est nommé au barreau de Saint-Hélier.
Durant la Première Guerre mondiale, il se porta volontaire à la commission de guerre. Malgré un souffle cardiaque, il fut affecté en Belgique avec le grade de lieutenant. Pendant son service en Belgique, il a obtenu la Croix de Guerre et a été nommé chevalier de l'Ordre de la Couronne de Belgique. Il a quitté l'armée en 1920 avec le grade de capitaine. 
Il est retourna travailler à Londres, mais dû retourner à Jersey en raison de la maladie de son père.
En 1922, il fut élu député de Saint-Hélier. En 1924, il épousa Ruth Sophia Joan Gore et eurent un fils, John Alexander, né l'année suivante.
En 1931 il est nommé procureur-général.
En 1935, il succéda à Charles Malet de Carteret comme bailli de Jersey, poste qu'il occupa jusqu'en 1962.
Durant la Seconde Guerre mondiale, il est gouverneur de l'île de Jersey sous l'autorité de l'occupant allemand.
En 1946, il est anobli et nommé Pair à vie et prend en 1961 le titre de baron (Lord) Coutanche. Il était également Knight Bachelor pour l'ensemble des services rendus dans sa carrière.
Alexandre Coutanche est mort le 18 décembre 1973.